# Wassand
Wassand – osada w Anglii, w hrabstwie East Riding of Yorkshire. Leży 19 km na północny wschód od miasta Hull i 266 km na północ od Londynu.